# 앙리 팡탱라투르
앙리 팡탱라투르(프랑스어: Henri Fantin-Latour, 1836년 1월 14일 ~ 1904년 8월 25일)는 프랑스 화가이다. 아버지로부터 그림의 기초를 배웠다. 처음에는 쿠르베에게 마음이 끌렸으나, 마네의 작품을 알고 게르보아의 집회에도 출석을 했다. 인상파에는 참가하지 않지만, 작품은 명암을 깊게 하여 정확히 신중한 묘사를 하고 있다. 작품에는 〈바티뇰의 화실〉(1870년), 〈들라크루아 예찬〉(1864년) 등이 있다.

## 주요 작품

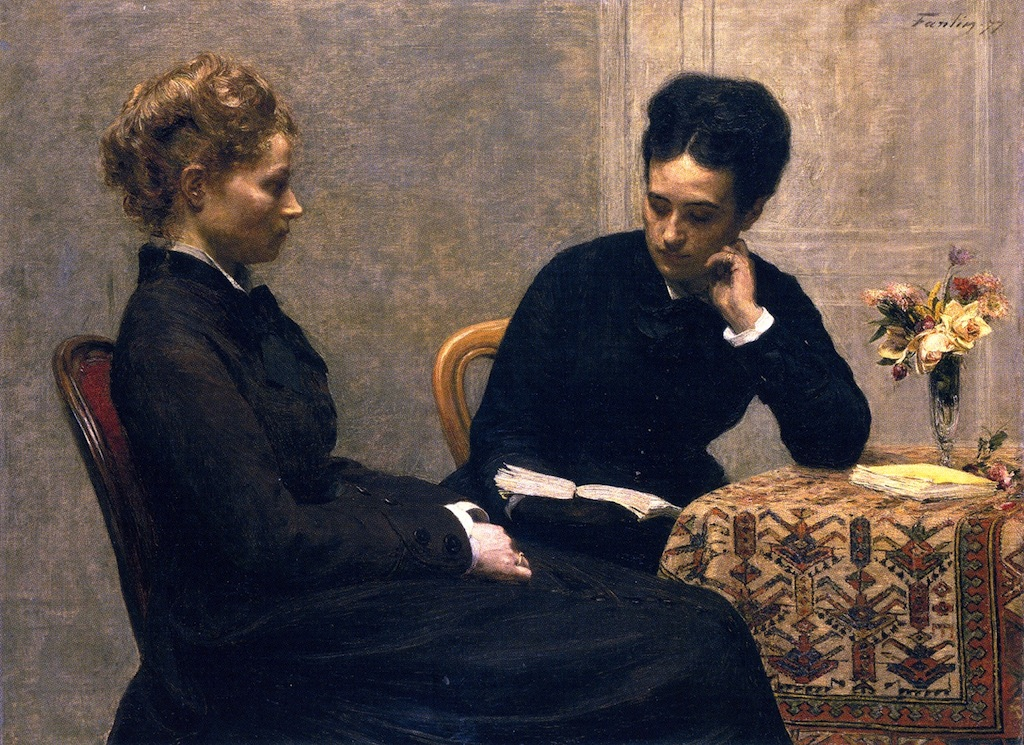
The Reading

A Basket of Roses